# Vòng loại Giải vô địch bóng đá nữ thế giới 2015 (UEFA)
Vòng loại Giải vô địch bóng đá nữ thế giới 2015 khu vực châu Âu là một giải đấu bóng đá nữ được UEFA tổ chức nhằm tìm ra 8 đại diện trong số 46 đội tuyển tranh tài. Albania và Montenegro có lần đầu tham gia giải. Các trận đấu diễn ra từ 4 tháng 4 năm 2013 tới 14 tháng 10 năm 2014.

## Vòng sơ loại
Tám đội tuyển có thứ hạng thấp nhất tham dự vòng sơ loại và được chia ra thành hai bảng bốn đội. Hai đội tuyển đứng nhất ở mỗi bảng sẽ tiến vào vòng tiếp theo, nơi họ sẽ tranh tài với ba mươi tám đội tuyển còn lại. Malta và Litva là các đội hạt giống, đồng thời cũng là chủ nhà của mỗi bảng. Các trận đấu diễn ra từ 4 tới 9 tháng 4 năm 2013.

### Bảng A
| VT | Đội        | ST | T | H | B | BT | BB | HS | Đ | Giành quyền tham dự |   |     |     |     |     |
| -- | ---------- | -- | - | - | - | -- | -- | -- | - | ------------------- | - | --- | --- | --- | --- |
| 1  | Malta (H)  | 3  | 2 | 1 | 0 | 9  | 1  | +8 | 7 | Vòng bảng           |   | —   | —   | —   | 6–0 |
| 2  | Albania    | 3  | 2 | 1 | 0 | 5  | 2  | +3 | 7 | Vòng bảng           |   | 1–1 | —   | 2–0 | —   |
| 3  | Latvia     | 3  | 0 | 1 | 2 | 0  | 4  | −4 | 1 |                     |   | 0–2 | —   | —   | —   |
| 4  | Luxembourg | 3  | 0 | 1 | 2 | 1  | 8  | −7 | 1 |                     | — | 1–2 | 0–0 | —   |     |

### Bảng B
| VT | Đội            | ST | T | H | B | BT | BB | HS | Đ | Giành quyền tham dự |     |   |     |     |     |
| -- | -------------- | -- | - | - | - | -- | -- | -- | - | ------------------- | --- | - | --- | --- | --- |
| 1  | Quần đảo Faroe | 3  | 2 | 1 | 0 | 6  | 4  | +2 | 7 | Vòng bảng           |     | — | 3–3 | 2–1 | —   |
| 2  | Montenegro     | 3  | 1 | 2 | 0 | 6  | 4  | +2 | 5 | Vòng bảng           |     | — | —   | —   | 1–1 |
| 3  | Gruzia         | 3  | 1 | 0 | 2 | 5  | 7  | −2 | 3 |                     |     | — | 0–2 | —   | 4–3 |
| 4  | Litva (H)      | 3  | 0 | 1 | 2 | 4  | 6  | −2 | 1 |                     | 0–1 | — | —   | —   |     |

## Vòng bảng
Lễ bốc thăm vòng bảng được tiến hành ngày 16/4/2013. Các đội sẽ thi đấu với mỗi đội còn lại trong bảng trong hai lượt trên sân nhà và sân khách. Các trận đấu được tổ chức từ 20 tháng 9 năm 2013 tới 17 tháng 9 năm 2014. Cả bảy đội nhất bảng giành vé trực tiếp tới Canada, trong khi đó bốn đội nhì bảng có thành tích đối đầu tốt nhất trước các đội thứ nhất, ba, bốn và năm trong bảng của mình sẽ tiến vào vòng play-off để tranh suất còn lại. Các trận play-off thi đấu theo thể thức loại trực tiếp sân nhà sân khách vào các ngày 25/26 và 29/30 tháng 10, 22/23 và 26/27 tháng 11 năm 2014.

### Phân hạt giống
Việc phân loại hạt giống được tính dựa trên kết quả của vòng loại Giải vô địch bóng đá nữ châu Âu 2009, Giải vô địch bóng đá nữ thế giới 2011 và vòng loại Giải vô địch bóng đá nữ châu Âu 2013.
| Nhóm A                                              | Nhóm B                                                               | Nhóm C                                                                 | Nhóm D                                                                   | Nhóm E                                                                              | Nhóm F                                                                               |
| --------------------------------------------------- | -------------------------------------------------------------------- | ---------------------------------------------------------------------- | ------------------------------------------------------------------------ | ----------------------------------------------------------------------------------- | ------------------------------------------------------------------------------------ |
| Đức · Thụy Điển · Pháp · Anh · Na Uy · Ý · Đan Mạch | Iceland · Phần Lan · Nga · Hà Lan · Tây Ban Nha · Scotland · Ukraina | Thụy Sĩ · Ba Lan · Cộng hòa Séc · Áo · Bỉ · Cộng hòa Ireland · Belarus | Hungary · Serbia · România · Bồ Đào Nha · Wales · Slovakia · Bắc Ireland | Slovenia · Hy Lạp · Thổ Nhĩ Kỳ · Bosna và Hercegovina · Bulgaria · Israel · Estonia | Kazakhstan · Croatia · Bắc Macedonia · Malta · Quần đảo Faroe · Albania · Montenegro |

### Tiêu chí xếp hạng
Nếu có nhiều hơn hai đội bằng điểm, các tiêu chí so sánh sau sẽ được áp dụng:
1. Số điểm giữa các đội bằng điểm trong các lần đối đầu trực tiếp;
2. Hiệu số bàn thắng giữa các đội bằng điểm trong các lần đối đầu trực tiếp;
3. Số bàn thắng ghi được giữa các đội bằng điểm trong các lần đối đầu trực tiếp;
4. Số bàn thắng sân khách ghi được giữa các đội bằng điểm trong các lần đối đầu trực tiếp;
5. Hiệu số bàn thắng bại trong tất cả các trận vòng bảng;
6. Số bàn thắng ghi được trong tất cả các trận vòng bảng;
7. Số bàn thắng sân khách ghi được trong tất cả các trận vòng bảng;
8. Vị trí theo Hệ số UEFA;

### Bảng 1
| VT | Đội              | ST | T  | H | B | BT | BB | HS  | Đ  | Giành quyền tham dự |      |     |     |     |     |     |     |
| -- | ---------------- | -- | -- | - | - | -- | -- | --- | -- | ------------------- | ---- | --- | --- | --- | --- | --- | --- |
| 1  | Đức              | 10 | 10 | 0 | 0 | 62 | 4  | +58 | 30 | World Cup           |      | —   | 9–0 | 2–0 | 4–0 | 4–0 | 9–1 |
| 2  | Nga              | 10 | 7  | 1 | 2 | 19 | 18 | +1  | 22 |                     |      | 1–4 | —   | 0–0 | 1–0 | 4–1 | 3–1 |
| 3  | Cộng hòa Ireland | 10 | 5  | 2 | 3 | 13 | 9  | +4  | 17 |                     | 2–3  | 1–3 | —   | 1–0 | 2–0 | 2–0 |     |
| 4  | Croatia          | 10 | 2  | 2 | 6 | 7  | 20 | −13 | 8  |                     | 0–8  | 1–3 | 1–1 | —   | 1–0 | 0–1 |     |
| 5  | Slovenia         | 10 | 2  | 0 | 8 | 7  | 34 | −27 | 6  |                     | 0–13 | 1–2 | 0–3 | 0–3 | —   | 2–1 |     |
| 6  | Slovakia         | 10 | 1  | 1 | 8 | 6  | 29 | −23 | 4  |                     | 0–6  | 0–2 | 0–1 | 1–1 | 1–3 | —   |     |

### Bảng 2
| VT | Đội           | ST | T | H | B | BT | BB | HS  | Đ  | Giành quyền tham dự |      |      |     |     |     |     |      |
| -- | ------------- | -- | - | - | - | -- | -- | --- | -- | ------------------- | ---- | ---- | --- | --- | --- | --- | ---- |
| 1  | Tây Ban Nha   | 10 | 9 | 1 | 0 | 42 | 2  | +40 | 28 | World Cup           |      | —    | 2–0 | 3–2 | 1–0 | 6–0 | 12–0 |
| 2  | Ý             | 10 | 8 | 1 | 1 | 48 | 5  | +43 | 25 | Play-off            |      | 0–0  | —   | 6–1 | 1–0 | 4–0 | 15–0 |
| 3  | Cộng hòa Séc  | 10 | 4 | 2 | 4 | 21 | 18 | +3  | 14 |                     |      | 0–1  | 0–4 | —   | 0–0 | 6–0 | 5–2  |
| 4  | România       | 10 | 3 | 2 | 5 | 18 | 11 | +7  | 11 |                     | 0–2  | 1–2  | 0–0 | —   | 0–3 | 6–1 |      |
| 5  | Estonia       | 10 | 2 | 1 | 7 | 8  | 33 | −25 | 7  |                     | 0–5  | 1–5  | 1–4 | 0–2 | —   | 1–1 |      |
| 6  | Bắc Macedonia | 10 | 0 | 1 | 9 | 6  | 74 | −68 | 1  |                     | 0–10 | 0–11 | 1–3 | 1–9 | 0–2 | —   |      |

1. ↑  Estonia được xử thắng 3–0. Trận đấu thực tế có tỉ số 2–0 nghiêng về phía România.

### Bảng 3
| VT | Đội      | ST | T | H | B  | BT | BB | HS  | Đ  | Giành quyền tham dự |     |     |     |     |     |     |      |
| -- | -------- | -- | - | - | -- | -- | -- | --- | -- | ------------------- | --- | --- | --- | --- | --- | --- | ---- |
| 1  | Thụy Sĩ  | 10 | 9 | 1 | 0  | 53 | 1  | +52 | 28 | World Cup           |     | —   | 3–0 | 1–1 | 9–0 | 9–0 | 11–0 |
| 2  | Iceland  | 10 | 6 | 1 | 3  | 29 | 9  | +20 | 19 |                     |     | 0–2 | —   | 0–1 | 3–0 | 9–1 | 5–0  |
| 3  | Đan Mạch | 10 | 5 | 3 | 2  | 25 | 6  | +19 | 18 |                     | 0–1 | 1–1 | —   | 0–1 | 3–1 | 8–0 |      |
| 4  | Israel   | 10 | 4 | 0 | 6  | 9  | 27 | −18 | 12 |                     | 0–5 | 0–1 | 0–5 | —   | 3–1 | 2–0 |      |
| 5  | Serbia   | 10 | 3 | 1 | 6  | 16 | 34 | −18 | 10 |                     | 0–7 | 1–2 | 1–1 | 3–0 | —   | 5–0 |      |
| 6  | Malta    | 10 | 0 | 0 | 10 | 0  | 55 | −55 | 0  |                     | 0–5 | 0–8 | 0–5 | 0–3 | 0–3 | —   |      |

1. ↑  Israel được xử thắng 3–0. Trận đấu thực tế kết thúc với chiến thắng 2–0 dành cho Israel.

### Bảng 4
| VT | Đội                  | ST | T  | H | B | BT | BB | HS  | Đ  | Giành quyền tham dự |     |     |     |     |     |     |     |
| -- | -------------------- | -- | -- | - | - | -- | -- | --- | -- | ------------------- | --- | --- | --- | --- | --- | --- | --- |
| 1  | Thụy Điển            | 10 | 10 | 0 | 0 | 32 | 1  | +31 | 30 | World Cup           |     | —   | 2–0 | 2–0 | 3–0 | 3–0 | 5–0 |
| 2  | Scotland             | 10 | 8  | 0 | 2 | 37 | 8  | +29 | 24 | Play-off            |     | 1–3 | —   | 2–0 | 7–0 | 2–0 | 9–0 |
| 3  | Ba Lan               | 10 | 5  | 1 | 4 | 20 | 14 | +6  | 16 |                     |     | 0–4 | 0–4 | —   | 3–1 | 4–0 | 6–0 |
| 4  | Bosna và Hercegovina | 10 | 2  | 3 | 5 | 7  | 19 | −12 | 9  |                     | 0–1 | 1–3 | 1–1 | —   | 1–0 | 2–0 |     |
| 5  | Bắc Ireland          | 10 | 1  | 2 | 7 | 3  | 19 | −16 | 5  |                     | 0–4 | 0–2 | 0–3 | 0–0 | —   | 3–0 |     |
| 6  | Quần đảo Faroe       | 10 | 0  | 2 | 8 | 3  | 41 | −38 | 2  |                     | 0–5 | 2–7 | 0–3 | 1–1 | 0–0 | —   |     |

### Bảng 5
| VT | Đội        | ST | T | H | B | BT | BB | HS  | Đ  | Giành quyền tham dự |      |     |     |     |     |      |      |
| -- | ---------- | -- | - | - | - | -- | -- | --- | -- | ------------------- | ---- | --- | --- | --- | --- | ---- | ---- |
| 1  | Na Uy      | 10 | 9 | 0 | 1 | 41 | 5  | +36 | 27 | World Cup           |      | —   | 0–2 | 4–1 | 2–0 | 6–0  | 7–0  |
| 2  | Hà Lan     | 10 | 8 | 1 | 1 | 43 | 6  | +37 | 25 | Play-off            |      | 1–2 | —   | 1–1 | 3–2 | 7–0  | 10–1 |
| 3  | Bỉ         | 10 | 6 | 1 | 3 | 34 | 11 | +23 | 19 |                     |      | 1–2 | 0–2 | —   | 4–1 | 11–0 | 2–0  |
| 4  | Bồ Đào Nha | 10 | 4 | 0 | 6 | 19 | 21 | −2  | 12 |                     | 0–2  | 0–7 | 0–1 | —   | 1–0 | 7–1  |      |
| 5  | Hy Lạp     | 10 | 1 | 0 | 9 | 6  | 49 | −43 | 3  |                     | 0–5  | 0–6 | 1–7 | 1–5 | —   | 4–0  |      |
| 6  | Albania    | 10 | 1 | 0 | 9 | 3  | 54 | −51 | 3  |                     | 0–11 | 0–4 | 0–6 | 0–3 | 1–0 | —    |      |

1. 1 2  Hy Lạp có nhiều bàn thắng hơn trong các cuộc đối đầu với Albania

### Bảng 6
| VT | Đội        | ST | T  | H | B  | BT | BB | HS  | Đ  | Giành quyền tham dự |      |     |     |     |     |     |     |
| -- | ---------- | -- | -- | - | -- | -- | -- | --- | -- | ------------------- | ---- | --- | --- | --- | --- | --- | --- |
| 1  | Anh        | 10 | 10 | 0 | 0  | 52 | 1  | +51 | 30 | World Cup           |      | —   | 4–0 | 2–0 | 8–0 | 6–0 | 9–0 |
| 2  | Ukraina    | 10 | 7  | 1 | 2  | 34 | 9  | +25 | 22 | Play-off            |      | 1–2 | —   | 1–0 | 8–0 | 8–0 | 7–0 |
| 3  | Wales      | 10 | 6  | 1 | 3  | 18 | 9  | +9  | 19 |                     |      | 0–4 | 1–1 | —   | 1–0 | 1–0 | 4–0 |
| 4  | Thổ Nhĩ Kỳ | 10 | 4  | 0 | 6  | 12 | 31 | −19 | 12 |                     | 0–4  | 0–1 | 1–5 | —   | 3–0 | 3–1 |     |
| 5  | Belarus    | 10 | 2  | 0 | 8  | 12 | 31 | −19 | 6  |                     | 0–3  | 1–3 | 0–3 | 1–2 | —   | 3–1 |     |
| 6  | Montenegro | 10 | 0  | 0 | 10 | 6  | 53 | −47 | 0  |                     | 0–10 | 1–4 | 0–3 | 2–3 | 1–7 | —   |     |

### Bảng 7
| VT | Đội        | ST | T  | H | B | BT | BB | HS  | Đ  | Giành quyền tham dự |      |     |     |     |     |     |      |
| -- | ---------- | -- | -- | - | - | -- | -- | --- | -- | ------------------- | ---- | --- | --- | --- | --- | --- | ---- |
| 1  | Pháp       | 10 | 10 | 0 | 0 | 54 | 3  | +51 | 30 | World Cup           |      | —   | 3–1 | 3–1 | 4–0 | 7–0 | 14–0 |
| 2  | Áo         | 10 | 7  | 0 | 3 | 31 | 14 | +17 | 21 |                     |      | 1–3 | —   | 3–1 | 4–3 | 5–1 | 4–0  |
| 3  | Phần Lan   | 10 | 7  | 0 | 3 | 27 | 9  | +18 | 21 |                     | 0–2  | 2–1 | —   | 4–0 | 1–0 | 4–0 |      |
| 4  | Hungary    | 10 | 4  | 0 | 6 | 20 | 25 | −5  | 12 |                     | 0–4  | 0–3 | 0–4 | —   | 4–1 | 4–0 |      |
| 5  | Kazakhstan | 10 | 1  | 1 | 8 | 8  | 30 | −22 | 4  |                     | 0–4  | 0–3 | 0–2 | 1−2 | —   | 4–1 |      |
| 6  | Bulgaria   | 10 | 0  | 1 | 9 | 3  | 62 | −59 | 1  |                     | 0–10 | 1–6 | 0–8 | 0–7 | 1–1 | —   |      |

1. 1 2  Áo ghi nhiều bàn thắng hơn Phần Lan trong các cuộc đối đầu trực tiếp

### Thứ hạng các đội xếp thứ hai
Kết quả các trận đấu với đội xếp thứ sáu của các bảng có sáu đội không được tính.
Thứ tự các đội á quân được xác định theo thứ tự ưu tiên sau:
1. Số điểm
2. Hiệu số bàn thắng bại
3. Số bàn thắng
4. Số bàn thắng sân khách
5. Vị trí theo hệ thống xếp hạng đội tuyển quốc gia của UEFA;

| VT | Bg | Đội      | ST | T | H | B | BT | BB | HS  | Đ  | Giành quyền tham dự |
| -- | -- | -------- | -- | - | - | - | -- | -- | --- | -- | ------------------- |
| 1  | 5  | Hà Lan   | 8  | 6 | 1 | 1 | 29 | 5  | +24 | 19 | Play-off            |
| 2  | 2  | Ý        | 8  | 6 | 1 | 1 | 22 | 5  | +17 | 19 | Play-off            |
| 3  | 4  | Scotland | 8  | 6 | 0 | 2 | 21 | 6  | +15 | 18 | Play-off            |
| 4  | 6  | Ukraina  | 8  | 5 | 1 | 2 | 23 | 8  | +15 | 16 | Play-off            |
| 5  | 1  | Nga      | 8  | 5 | 1 | 2 | 14 | 17 | −3  | 16 |                     |
| 6  | 7  | Áo       | 8  | 5 | 0 | 3 | 21 | 13 | +8  | 15 |                     |
| 7  | 3  | Iceland  | 8  | 4 | 1 | 3 | 16 | 9  | +7  | 13 |                     |

## Các trận play-off
Lễ bốc thăm được tổ chức ngày 23 tháng 9 năm 2014 ở Nyon, Thụy Sĩ; các đội được phân hạt giống dựa theo thứ hạng đội tuyển nữ quốc gia của UEFA.
| Hạt giống  | Không hạt giống    |
| ---------- | ------------------ |
| Ý · Hà Lan | Scotland · Ukraina |

### Bán kết
| Đội 1    | TTS | Đội 2   | Lượt đi | Lượt về |
| -------- | --- | ------- | ------- | ------- |
| Scotland | 1–4 | Hà Lan  | 1–2     | 0–2     |
| Ý        | 4–3 | Ukraina | 2–1     | 2–2     |

### Chung kết
| Đội 1  | TTS | Đội 2 | Lượt đi | Lượt về |
| ------ | --- | ----- | ------- | ------- |
| Hà Lan | 3–2 | Ý     | 1–1     | 2–1     |